# 果樹園

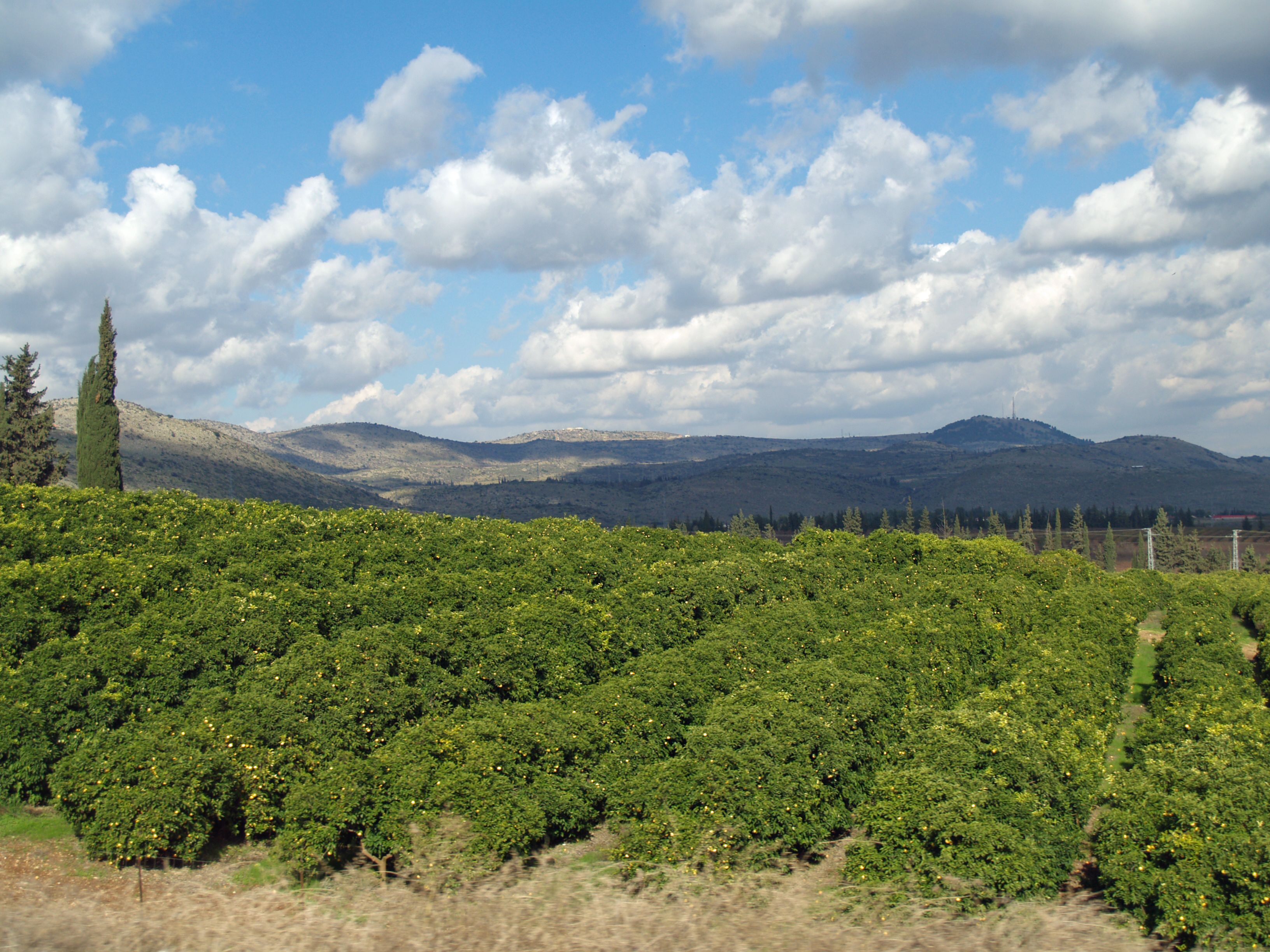
レモンを栽培している果樹園（イスラエル）

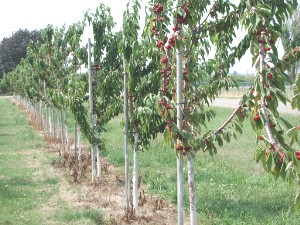
果樹園のさくらんぼの木

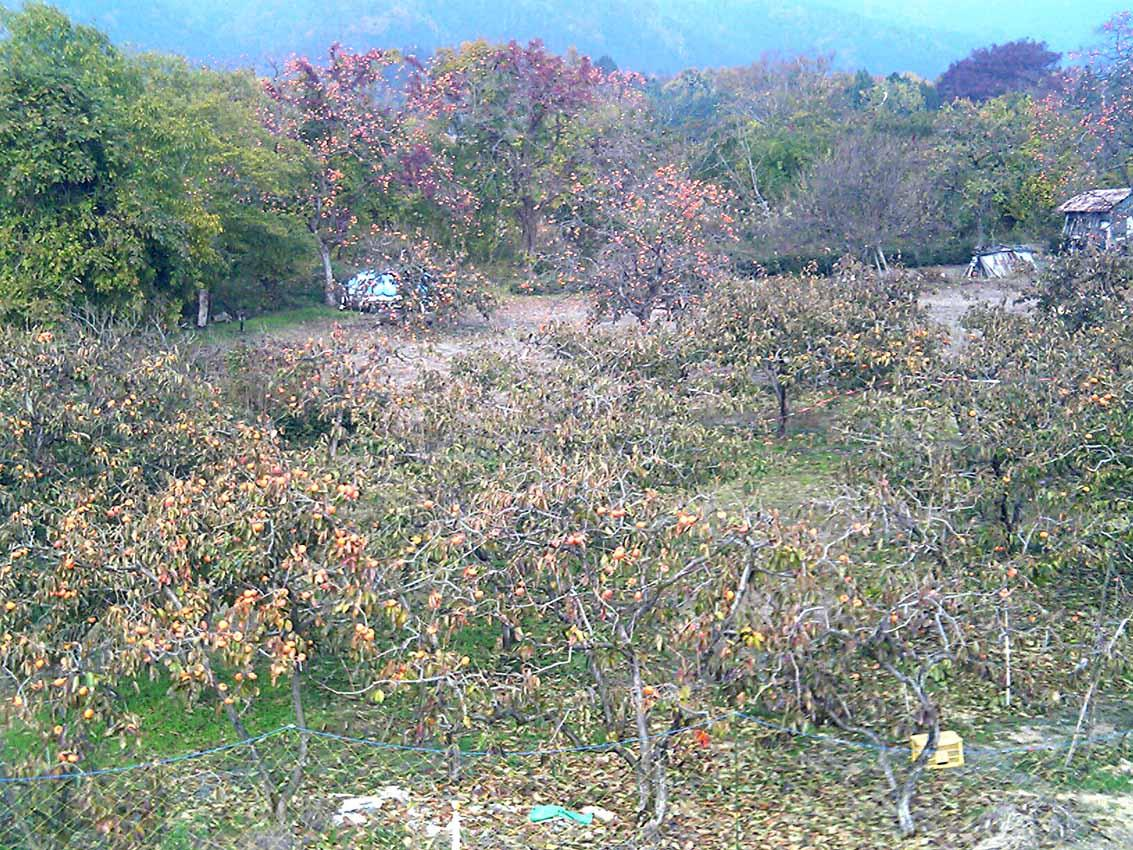
果樹園の柿の木

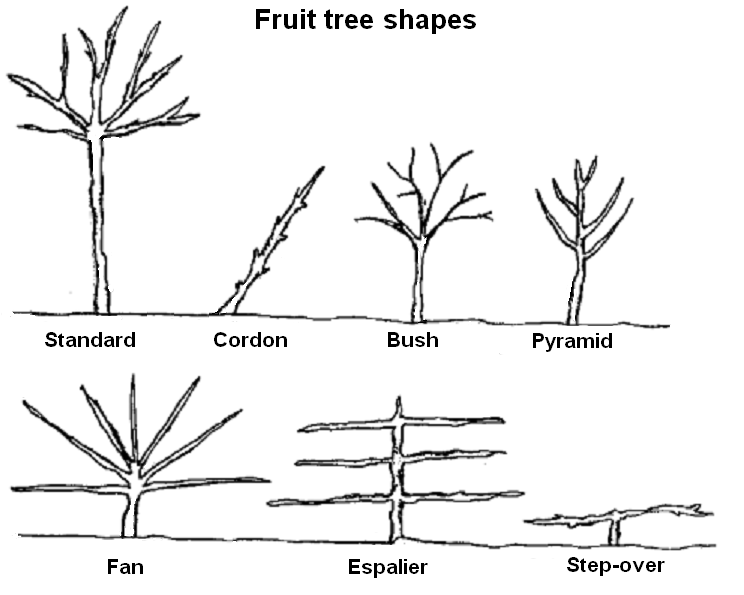
剪定によって整えられる果樹の形態(果樹の剪定、Fruit tree forms)

果樹園（かじゅえん、Orchard）は、農園の一種。果樹が栽培されている。食糧を生産するために樹木や潅木を植えて、手入れを行い維持する必要がある。多くの果樹園では商業的栽培のための果物や堅果（ナッツ類）のなる果樹で構成されている。また、果樹園によっては大規模な美しい庭園の様相をなしているところもある。多くの温帯地域では木が整然と並べられており、手入れや収穫を楽にするために下草を家畜に食べさせたり、刈り取ったりする。土が露出していることも多い。果樹園は水が得やすく、気候が温和なところに発達する。果樹園では複数の種を混合して栽培することも多い。例えばヨーロッパでは、マルメロはよくリンゴとともに植えられる。
果樹園とよく似た食糧生産地として、森林農業がある。コーヒーの森林農業による栽培で、より生態系に配慮した栽培ができるようになった。ブラジルナッツとゴムの栽培がこの方法で行われているところもある。

## 主な作物

### 熱帯
- バナナ
- りんご
- ココナッツ
- カカオ
- コーヒー
- グアバ
- マンゴー
- パパイヤ
- 茶

### 亜熱帯
- ナツメヤシ
- 柑橘類（グレープフルーツ、レモン、マンダリンオレンジ、オレンジなど）
- レイシ

### 温帯
- リンゴ
- サクランボ
- ヘーゼルナッツ
- モモ
- ナシ
- ペカン
- クルミ
- プラム
- アンズ
- カキ

## 世界各地の果樹園
アメリカにおいて最も広い面積で栽培されているのはリンゴとオレンジである。リンゴの果樹園はワシントン州東部に、オレンジの果樹園はフロリダ州とカリフォルニア州南部に最も多い。ワシントン州の高原ではリンゴの栽培に有利で、品質の良い有機栽培のリンゴが収穫できる。アメリカ北東部では五大湖の湖岸に多く果樹園がある。ヨーロッパでは、スペインのムルシアが主要な果樹園地帯の一つにあげられ、柑橘類が栽培されている。ニュージーランド、中国、アルゼンチン、チリなどでもリンゴの果樹園が広がっている。

## 日本における果樹園

国土地理院が定めている果樹園の地図記号

日本国内においては、サクランボ、カキ、リンゴ、ナシ、モモ、ブドウ、ウンシュウミカンなどが栽培されている。ここから果実を収穫し出荷するほか、観光農園（観光果樹園）として観光客を受け入れているところもある。